# 세웨 스포르
세웨 스포르(프랑스어: Séwé Sport de San-Pédro)는 코트디부아르 상페드로를 연고로 하는 축구 클럽이다. 이 팀은 1977년에 창단되었으며, 현재 리그 1에 참가하고 있다.

## 선수 명단

### 역대
틀:리그 2 (코트디부아르)